# Caulopsis
Caulopsis is een geslacht van rechtvleugeligen uit de familie sabelsprinkhanen (Tettigoniidae). De wetenschappelijke naam van dit geslacht is voor het eerst geldig gepubliceerd in 1891 door Redtenbacher.

## Soorten
Het geslacht Caulopsis omvat de volgende soorten:
- Caulopsis acuminata Bruner, 1915
- Caulopsis acutula Scudder, 1878
- Caulopsis attenuata Bruner, 1915
- Caulopsis crassicornis Piza, 1970
- Caulopsis cuspidata Scudder, 1878
- Caulopsis emarginata Piza, 1958
- Caulopsis gracilis Redtenbacher, 1891
- Caulopsis gracillima Walker, 1869
- Caulopsis lancifera Rehn, 1920
- Caulopsis microprora Hebard, 1927
- Caulopsis oberthuri Bolívar, 1903
- Caulopsis obtusa Piza, 1984
- Caulopsis sponsa Stoll, 1813